# جون بنسون (سياسي)
جون بنسون (بالإنجليزية: John Benson)‏ هو سياسي أمريكي، ولد في 30 يوليو 1943 في غلاسكو في الولايات المتحدة. حزبياً، نشط في حزب العمال المزارعين الديمقراطيين في مينيسوتا والحزب الديمقراطي. وقد انتخب عضو مجلس نواب مينيسوتا.